# کشتی فرانسوی تراجان (۱۷۹۲)
کشتی فرانسوی تراجان (۱۷۹۲) (به انگلیسی: French ship Trajan (1792)) یک کشتی است که طول آن ۵۵٫۸۷ متر (۱۸۳٫۳ فوت) می‌باشد. این کشتی  در سال ۱۷۹۲ ساخته شد.